# Preston (Minnesota)
Preston – miasto w Stanach Zjednoczonych, w stanie Minnesota, w hrabstwie Fillmore.